# Imane Zeroual
Imane Zeroual (* 27. September 1990) ist eine marokkanische Beachvolleyballspielerin.

## Karriere
2017 spielte Zeroual mit Mahassine Siad auf der FIVB World Tour das niedrig bewertete Turnier (ein Stern) in Agadir und wurde Neunte. Über die CAVB-Vorentscheidung qualifizierten sich die beiden Marokkanerinnen für die Weltmeisterschaft 2017 in Wien. Dort verloren sie in der Vorrunde gegen die drei deutschen Duos Ludwig/Walkenhorst, Borger/Kozuch und Glenzke/Großner und schieden ohne Satzgewinn als Gruppenletzte aus.
2019 gewann sie die Goldmedaille bei den I. African Beach Games.